# Santana PS-10
Der Santana PS-10 (auch bekannt als Aníbal) wurde von den spanischen Santana-Werken, die den Land Rover Series während Jahrzehnten in Lizenz herstellten, entworfen und produziert. Der Santana PS-10 ist ein Geländewagen, der sich für den harten Geländeeinsatz auch abseits jeglicher Zivilisation eignet. Er hat vorne und hinten Starrachsen an Blattfedern, ein Leergewicht von 2 Tonnen und eine maximale Zuladung von 1 Tonne. Bis auf den Motor lehnt sich die Technik des Santana PS-10 stark an die des Land Rover Serie III an. Dies ergibt zum einen eine große Zuverlässigkeit des Fahrzeugs und erleichtert zum anderen aufgrund der einfachen Technik allfällige Reparaturen.
Der Santana hat weniger elektrische Bauteile und dadurch gegenüber dem Land Rover Defender sowohl geringere Herstellungskosten als auch geringere Reparaturkosten. Dadurch sollen Elektronikdefekte, die unterwegs nur schwer zu beheben sind, verhindert werden.
Technische Daten
- Motor: Iveco 8140.43P Common-Rail-Turbodiesel mit Ladeluftkühlung (Euro 3)
- Hubraum: 2798 cm³
- max. Leistung: 92 kW
- max. Drehmoment: 275 Nm bei 1800/min
- Getriebe: LT85, 5-Gang vollsynchronisiert, verstärkte Heavy-Duty-Ausführung
- Verteilergetriebe: LT230 mit Flansch für Nebenabtrieb
- Antrieb: zuschaltbarer Allradantrieb mit Untersetzung in allen Gängen
- Starrachsen mit verstärkten Steckwellen
- Parabelblattfedern (vorne 2×, hinten 4×)
- Anhängelast: 3500 kg gebremst, 750 kg ungebremst
- Sitzplätze: bis zu 9
- Leergewicht: 2050 kg
- Höchstgewicht: 3050 kg
- Räder: 6,5 × 16 Zoll
- Reifen: 235/85 R 16 oder 255/85 R 16

Nachdem Iveco die Produktion vom Santana PS-10 übernommen hatte, wurde dessen Produktion Mitte 2011 trotz der hohen Nachfrage in Europa und Nordafrika eingestellt. Auch das parallel produzierte Schwestermodell Iveco Massif wurde gleichzeitig eingestellt.